# گابریل پائونسا
گابریل پائونسا (انگلیسی: Gabriele Paonessa؛ زادهٔ ۱۸ آوریل ۱۹۸۷) بازیکن فوتبال اهل ایتالیا است.
از باشگاه‌هایی که در آن بازی کرده‌است می‌توان به باشگاه فوتبال پروجا، باشگاه فوتبال پارما، باشگاه فوتبال بولونیا، باشگاه فوتبال کروتونه، باشگاه فوتبال چزنا، باشگاه فوتبال کومو، باشگاه فوتبال آولینو، باشگاه فوتبال ویچنزا، و باشگاه فوتبال ناپولی اشاره کرد.
وی همچنین در تیم ملی فوتبال زیر ۲۱ سال ایتالیا بازی کرده‌است.